# Walter Pearson
Walter Pearson Wilson (Turrialba; 2 de diciembre de 1939-21 de diciembre de 2024) fue un futbolista costarricense que jugaba como delantero.

## Selección nacional
Con la selección de Costa Rica debutó el 1 de marzo de 1959, sumó nueve partidos y anotó cinco goles, uno y dos de ellos en el Campeonato Centroamericano y del Caribe 1961 y Campeonato de Naciones de la Concacaf de 1963, torneos que obtuvo.

## Clubes
| Club             | País        | Año       |
| ---------------- | ----------- | --------- |
| L.D. Alajuelense | Costa Rica  | 1958-1963 |
| Orión F.C.       | Costa Rica  | 1963-1964 |
| U.D. Canarias    | Venezuela   | 1964-1965 |
| C.D. Águila      | El Salvador | 1965-1967 |
| C.D. Olimpia     | Honduras    | 1967-1968 |
| A.D. Ramonense   | Costa Rica  | 1968-1970 |

## Palmarés

### Títulos nacionales
| Título           | Equipo      | País        | Año     |
| ---------------- | ----------- | ----------- | ------- |
| Primera División | Alajuelense | Costa Rica  | 1958    |
| Primera División | Alajuelense | Costa Rica  | 1959    |
| Primera División | Alajuelense | Costa Rica  | 1960    |
| Primera División | Águila      | El Salvador | 1967-68 |
| Liga Nacional    | Olimpia     | Honduras    | 1967-68 |

### Títulos internacionales
| Título                                  | Equipo     | Sede        | Año  |
| --------------------------------------- | ---------- | ----------- | ---- |
| Campeonato Centroamericano y del Caribe | Costa Rica | Costa Rica  | 1961 |
| Campeonato de Naciones de la Concacaf   | Costa Rica | El Salvador | 1963 |